# 시사 (도시)
시사(이탈리아어: Sissa)는 이탈리아 에밀리아로마냐주의 도시이다. 행정적으로는 파르마도 시사 트레카살리 코무네의 프라치오네 일부이다. 2014년에 트레카살리와 합병하여 시사 트레카살리를 형성하기 전까지는 독립된 코무네였다. 볼로냐에서 북서쪽으로 약 100km, 파르마에서 북서쪽으로 약 20km 정도 떨어진 곳에 위치해 있다.
매년 11월에 사포리 델 마이알레(Sapori del Maiale)라고 불리는 돼지고기 카니발이 열린다.